# Orlann Ombissa-Dzangue
Orlann Ombissa-Dzangue (Sens, 26 maggio 1991) è una velocista francese.

## Palmarès
| Anno | Manifestazione          | Sede      | Evento      | Risultato | Prestazione | Note                          |
| ---- | ----------------------- | --------- | ----------- | --------- | ----------- | ----------------------------- |
| 2008 | Mondiali juniores       | Bydgoszcz | 4×100 m     | 5ª        | 45"02       |                               |
| 2010 | Mondiali juniores       | Moncton   | 100 m piani | Batteria  | 12"01       |                               |
| 2010 | Mondiali juniores       | Moncton   | 4×100 m     | Batteria  | 45"70       |                               |
| 2011 | Europei under 23        | Ostrava   | 100 m piani | Batteria  | 12"02       |                               |
| 2011 | Europei under 23        | Ostrava   | 4×100 m     | Argento   | 44"26       | Miglior prestazione personale |
| 2017 | Mondiali                | Londra    | 4×100 m     | Batteria  | 42"92       | Miglior prestazione personale |
| 2018 | Giochi del Mediterraneo | Tarragona | 100 m piani | Oro       | 11"29       |                               |
| 2018 | Giochi del Mediterraneo | Tarragona | 4×100 m     | Oro       | 43"29       |                               |
| 2018 | Europei                 | Berlino   | 100 m piani | 8ª        | 11"29       |                               |
| 2018 | Europei                 | Berlino   | 4×100 m     | 5ª        | 43"10       |                               |
| 2019 | Europei a squadre       | Bydgoszcz | 4×100 m     | Oro       | 43"09       |                               |
| 2019 | Mondiali                | Doha      | 100 m piani | Batteria  | 11"34       |                               |
| 2019 | Mondiali                | Doha      | 4×100 m     | Batteria  | dq          |                               |
| 2021 | Europei indoor          | Toruń     | 60 m piani  | 4ª        | 7"23        |                               |
| 2021 | World Relays            | Chorzów   | 4×100 m     | Finale    | dnf         |                               |
| 2021 | Giochi olimpici         | Tokyo     | 4×100 m     | 7ª        | 42"89       |                               |
| 2024 | World Relays            | Nassau    | 4x100 m     | Argento   | 42"75       |                               |
| 2024 | Europei                 | Roma      | 4×100 m     | Argento   | 42"15       |                               |